# Friedrich Wilhelm Graf

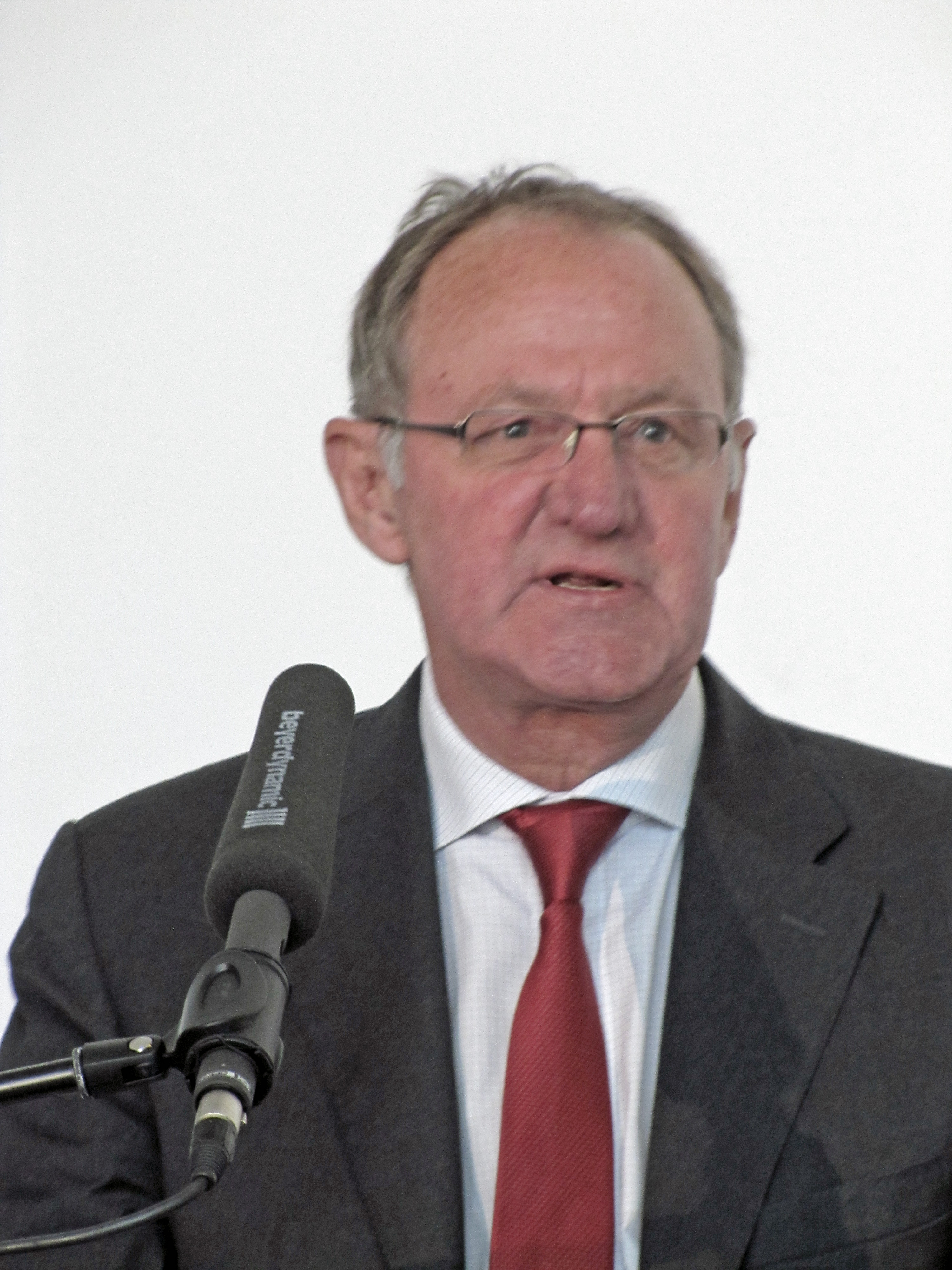
Friedrich Wilhelm Graf (2015)

Friedrich Wilhelm Graf (* 19. Dezember 1948 in Wuppertal) ist ein evangelischer Theologe und emeritierter Professor für Systematische Theologie und Ethik an der Universität München (LMU).

## Werdegang
Nach seinem Abitur am Mathematisch-Naturwissenschaftlichen Zweig des Evangelisch-Stiftischen Gymnasiums in Gütersloh, Westfalen, 1968 und einem mehrmonatigen Aufenthalt in Japan studierte Graf evangelische Theologie, Philosophie und Geschichte in Wuppertal, Tübingen und München. Obwohl der Sohn eines selbständigen Großhandelskaufmanns und einer Prokuristin zu Beginn des Studiums zunächst zeit- und arbeitsintensive Sprachkurse zum Erwerb des Graecums und des Hebraicums absolvieren musste, legte er schon im Februar 1973, also nach nur neun Semestern, „sehr gut“ sein Erstes Theologisches Examen ab. 1978 wurde er mit einer von Falk Wagner, dem einflussreichsten Hegelianer in der protestantischen Theologie des späten 20. Jahrhunderts, angeregten Arbeit über David Friedrich Strauß als Dogmatiker und Christentumskritiker in München zum Dr. theol. promoviert. Noch im selben Jahr veröffentlichte er ein viel beachtetes Buch über „liberalreligiöse“ katholische Reformbewegungen im deutschen Vormärz. Die Habilitation folgte 1986 mit einer theologiehistorischen Studie Theonomie. Fallstudien zum Integrationsanspruch neuzeitlicher Theologie. Von 1986 bis 1988 war Graf Heisenberg-Stipendiat der Deutschen Forschungsgemeinschaft. Im Dezember 1987 wurde er auf eine sog. „Fiebiger-Professur“ (Sonderkontingent für spitzenqualifizierte Nachwuchswissenschaftler) an der Universität Augsburg berufen. Er hielt dort ab dem Sommersemester 1988 Vorlesungen und Seminare zur Systematischen Theologie und Neueren Theologiegeschichte. In den Jahren 1992 bis 1996 lehrte er als Ordinarius für Evangelische Theologie und Sozialethik an der Universität der Bundeswehr in Hamburg. Nach Ablehnung eines Rufes an die Universität Würzburg kehrte er 1996 als Ordinarius für Systematische Theologie und theologische Gegenwartsfragen an die Universität Augsburg zurück. Ein Angebot, in die Forschungsabteilung der „Lutheran World Federation“ in Genf einzutreten, lehnte er ab. Von 1999 bis zum Wintersemester 2013/14 war er in Nachfolge seines akademischen Lehrers Trutz Rendtorff, des damals führenden und einflussreichsten Ethikers in der deutschsprachigen protestantischen Theologie, Ordinarius für Systematische Theologie und Ethik an der Ludwig-Maximilians-Universität München. Von 1997 bis 1999 baute er als ein Gründungsfellow zugleich das Max-Weber-Kolleg an der neugegründeten Universität Erfurt mit auf.
Als erster Theologe überhaupt wurde Graf 1999 mit dem Leibniz-Preis der Deutschen Forschungsgemeinschaft ausgezeichnet. Außerdem ist er seit 2001 ordentliches Mitglied der Bayerischen Akademie der Wissenschaften. Hier ist der auch zur allgemeinen Ideen- und Geistesgeschichte der Moderne publizierende Theologe Vorsitzender der auf seine Initiative hin gegründeten Kommission für Theologiegeschichtsforschung. Von 2011 bis 2020 war er zudem Vorsitzender der Kommission für Sozial- und Wirtschaftsgeschichte, in deren Auftrag die 2020 abgeschlossene Max-Weber-Gesamtausgabe ediert wurde. 1983 wurde Graf Mitglied des Vorstands der Ernst-Troeltsch-Gesellschaft und war von 1994 bis 2015 deren Präsident. Am 16. Februar 2015 ernannte ihn ein neuer Vorstand unter der Leitung seines Nachfolgers Friedemann Voigt zum "Ehrenpräsidenten" der Gesellschaft. 1998 kooptierte ihn der Arbeitskreis für moderne Sozialgeschichte, der damals von dem 1. Vorsitzenden Reinhart Koselleck und dem 2. Vorsitzenden M. Rainer Lepsius geleitet wurde, als ein ordentliches Mitglied. In Nachfolge von Lepsius übernahm Graf hier im Oktober 1998 das Amt des 2. Vorsitzenden, das er bis 2007 innehatte.
Von 2003 bis 2007 war Graf Erster Vorsitzender des Trägervereins des Instituts TTN (Technik-Theologie-Naturwissenschaften) an der Ludwig-Maximilians-Universität München. Im Kollegjahr 2003/2004 war er Forschungsstipendiat am Historischen Kolleg München. Nachdem er einen Ruf als Permanent Fellow abgelehnt hatte, verbrachte er das akademische Jahr 2006/07 als Fellow am Wissenschaftskolleg zu Berlin.
Einem Ruf als Gründungsdirektor des Max-Planck-Instituts zur Erforschung multireligiöser und polyethnischer Gesellschaften in Göttingen leistete er 2006 keine Folge. Von 2009 bis 2012 hatte Graf im Rahmen des Eliteprogramms der LMU eine durch die Exzellenzinitiative finanzierte Forschungsprofessur inne.
Graf hielt Gastvorlesungen und Vorträge an Universitäten in den USA, Kanada, Dänemark, Norwegen, Portugal, Großbritannien, Indien, Südkorea, Japan, Ägypten und Südafrika. Auch trat er bei Konferenzen zur Bioethik auf, die der aus Deutschland stammende katholische Troeltsch-Forscher Gerhold K. Becker am "Center for Applied Ethics" der Hong Kong Baptist University veranstaltete. Er gilt als international hervorragend vernetzt und ist Research Fellow der University of Pretoria und seit 2001 auch Visiting Professor der Seigakuin University in Tokyo. Seine in Tokyo, Kyoto und Sapporo gehaltenen Vorlesungen sowie Übersetzungen seiner Werke fanden auf dem japanischen Markt große Anerkennung. Graf übernahm einige Aufgaben im deutschen Wissenschaftssystem. Zehn Jahre lang gehörte er dem Auswahlausschuss der Alexander von Humboldt-Stiftung an. Das Präsidium der Deutschen Forschungsgemeinschaft bat ihn 2000, den Vorsitz des Wissenschaftlichen Beirats zum großen Projekt "Die Geschichte der Deutschen Forschungsgemeinschaft von den 1920er bis in die 1970er Jahre" zu übernehmen. Mehrfach evaluierte er im Auftrag der "German-Israeli Foundation" von dieser unterstützte Minerva-Zentren an israelischen Universitäten.
Nach seiner Promotion war Graf 1979/80 ein Jahr lang Vikar an der Reformations-Gedächtniskirche in München-Großhadern. Nach dem Zweiten Theologischen Examen wurde er am 26. Juli 1980 hier ordiniert. Seitdem ist Graf Pfarrer im nicht-ständigen Dienst der Evangelisch-Lutherischen Kirche in Bayern. Immer wieder wird er um kirchliche Amtshandlungen gebeten. Er traute den Theologen und Künstler Thomas Lehnerer mit dessen Frau Barbara. Große Beachtung fand die Predigt, die er am 14. Juli 2014 bei der Beerdigung des mit ihm befreundeten Bielefelder Gesellschaftshistorikers Hans-Ulrich Wehler hielt. Sie wurde in der "Zeitschrift für Ideengeschichte" publiziert.

## Das wissenschaftliche Werk
Graf gilt als der führende liberalprotestantische Theologe seiner Generation. Sein weit gefächertes literarisches Œuvre umfasst neben zahlreichen Arbeiten zur Ideengeschichte der christlichen Theologien seit der "Sattelzeit" (Reinhart Koselleck) um 1800 und zur europäischen Religionsgeschichte der letzten beiden Jahrhunderte auch grundlegende Studien zu einer systematischen Religionstheorie sowie zur Ethik und theologischen Dogmatik.
Die Wiederkehr der Götter (1. Auflage 2004, 3. Auflage 2004, erweiterte Taschenbuchausgabe 2007) war seine bisher erfolgreichste Veröffentlichung. Immer wieder lieferte Graf Beiträge zur Analyse der religiösen Lage der Gegenwart, besonders erfolgreich in „Götter global. Wie die Welt zum Supermarkt der Religionen wird“ (2014 bei C.H. Beck; Lizenzausgabe für die Bundeszentrale für politische Bildung 2014).
1994 gründete Graf gemeinsam mit dem Kieler Schleiermacher-Forscher Günter Meckenstock und dem führenden nordamerikanischen Schleiermacher-Experten Richard Crouter, dem Übersetzer von Schleiermachers "Reden über die Religion an die Gebildeten unter ihren Verächtern" ins Englische, die im Verlag von Walter de Gruyter, Berlin und Boston, erscheinende "Zeitschrift für Neuere Theologiegeschichte / Journal for the History of Modern Theology". Graf schrieb das programmatische "Editorial" der Zeitschrift und übernahm die Rolle des geschäftsführenden Herausgebers, die er bis zum Ende des Jahres 2024 innehatte. Er selbst publizierte hier zahlreiche größere Aufsätze sowie Editionen mit bis dahin unbekannten Korrespondenzen und Gutachten, etwa von Adolf von Harnack, dessen konservativem Vater Theodosius Harnack, Martin Rade, Theodor Heuss (über Ernst Troeltsch), Paul Tillich und Theodor W. Adorno. Es gelang, die Zeitschrift zum international führenden Organ der Erforschung der jüdischen wie christlichen Theologiegeschichten seit dem ausgehenden 18. Jahrhundert zu machen. Dazu trugen auch Grafs oft kritische Rezensionen von Neuerscheinungen zur theologischen und philosophischen Ideengeschichte bzw. intellectual history bei.
Graf überschreitet in seinen Publikationen, die oft auf Vorträge zurückgehen, in programmatischer Absicht die zunehmend engeren Grenzen der Theologie als einer einst zentralen, nun aber oft sich selbst marginalisierenden Kulturwissenschaft des Christentums. Als kantianisch inspirierter Ethiker weiß er um die elementare Differenz von Legalität und Moralität, und deshalb interessieren ihn stark Fragen des Rechts - er hat zur Festschrift für den Verfassungsrechtler Horst Dreier ebenso einen Beitrag beigesteuert wie zu einem seinem Freund Andreas Vosskuhle gewidmeten Band über "Verfassungskommunikation". Er hat grundlegende Texte zur Geschichte des protestantischen Rechtsverständnisses vorgelegt und in einem Vortrag vor einer Würzburger Rechtswissenschaftlichen Gesellschaft das Verhältnis Ernst Troeltschs zur deutschsprachigen Jurisprudenz des frühen 20. Jahrhunderts und die Troeltsch-Rezeption in der Staatsrechtslehre der 1920er Jahre erkundet. Zugleich hat Graf starke ästhetische Interessen und schätzt, trotz aller Begeisterung für das "Naturschöne" vor allem in der Toskana und der Ägäis, das "Kunstschöne" in der modernen Kunst. Als die Draiffeisen Collection 2019 eine Ausstellungstrilogie über "Glaube, Liebe, Hoffnung" mit einer Ausstellung zum Thema "Glaube" eröffnete, steuerte er zum dreisprachigen Katalog "Glaube, Faith, Geloof" einen Text zum Glaubensbegriff bei. Der begeisterte Leser Thomas Manns entdeckte Ende 1993 einen als verschollen geglaubten Text Manns, den er in der FAZ veröffentlichte. Der in Berlin und Chicago lehrende Soziologe Hans Joas hat ihn einen "der brillantesten prononciert protestantischen Intellektuellen in Deutschland" genannt.
Sein 2006 bei C. H. Beck publizierter, noch im Erscheinungsjahr in dritter Auflage erschienener Essay „Moses Vermächtnis. Über göttliche und menschliche Gesetze“ wurde im selben Jahr auf die Fünfer-Shortlist für den Sachbuchpreis der Leipziger Buchmesse gesetzt. Das in den Leitmedien vielfältig gelobte Buch stand mehrere Wochen lang auf Platz 1 der Empfehlungsliste der ZEIT.
Im Oktober 2022 erschien Grafs Ernst Troeltsch. Theologe im Welthorizont. Eine Biographie. 

## Themen und Medienpräsenz
Graf versteht sich als ein öffentlicher Intellektueller. Er ist vielfältig in den Medien präsent, und seine Schriften und Äußerungen haben einiges an Aufsehen und Auseinandersetzungen ausgelöst. Graf hält auch häufig Vorträge zu seinen Forschungsergebnissen. Er trat bei den Frankfurter "Römerberggesprächen" auf, stritt in der Basler Oper mit Peter Sloterdijk über Augustin, diskutierte in der Reihe "Digital Mündig" des "Körber Forums" mit Christoph Kucklick über die Frage "Woran glauben?" und tauschte sich bei der phil.cologne 2017 mit Thea Dorn und Joachim Frank über "Luther und die 'German Angst'" aus. Mit dem SZ-Feuilletonisten Willi Winkler und der Historikerin Barbara Stollberg-Rilinger unterhielt er sich im Salon Sophie Charlotte der Berlin Brandenburgischen Akademie der Wissenschaften 2017 über die Aktualität von Luthers reformatorischem Protest. Annette Schavan und der Wiener katholische Dogmatiker Jan-Heiner Tück luden ihn am 27. November 2024 zu ihrem letzten "Theologischen Terzett" in die Katholische Akademie der bayerischen Landeshauptstadt ein.
Seit 2002 leitete Graf in der Carl Friedrich von Siemens-Stiftung über 40 Vortragsabende. Zu den von ihm hier vorgestellten Rednerinnen und Redner zählten der Philosoph Giorgio Agamben, die Historikerinnen Lyndal Roper und Carolyn Walker Bynum, die Islamwissenschaftlerin Gudrun Krämer, der anglikanische Theologe und einstige Archbishop of Canterbury Rowan Williams, der Romanist Hans-Ulrich Gumbrecht, der Judaist Peter Schäfer, der Mediävist Emmanuel Le Roy Ladurie, der Systematische Theologe und Kanzler des Ordens pour le Mérite Eberhard Jüngel und weitere bedeutende Gelehrte aus dem In- und Ausland. Im Dezember 2008 diskutierte er mit Jürgen Habermas am Südlichen Schloßrondell über "Die Selbständigkeit der Religion". Gemeinsam mit dem Philosophen Heinrich Meier, dem langjährigen Geschäftsführer der Stiftung, organisierte er Vortragsreihen zum Thema "Der Tod im Leben", "Politik und Religion" und "Die Zukunft der Demokratie". In der Krise der Stiftung, die durch die fristlose Entlassung des damaligen Geschäftsführers Marcel Lepper provoziert worden war, wies er den in der SZ erhobenen Vorwurf, sie sei ein "konservativer Think tank" als absurd zurück. Auf Bitte des diakonischen Sozialunternehmens "Augustinum" hin veranstaltete er in der Evangelischen Akademie Tutzing im Herbst 2010 eine Tagung über "Die Würde des Alters". Als Vortragende lud er den Bildhauer Hubertus von Pilgrim, den Kunsthistoriker Willibald Sauerländer, den Theologen Eberhard Jüngel, den Philosophen Hermann Lübbe und die Schriftstellerin Gerlinde Reinshagen ein.
Für das "Forum für Verantwortung" des einstigen Metro-Chefs Klaus Wiegandt organisierte er im März 2014 in der Europäischen Akademie Otzenhausen (Saarland) ein Kolloquium über "Die Anfänge des Christentums", bei dem neben Theologen wie Christoph Markschies, Hans-Josef Klauck und Thomas Söding auch der Philosoph Kurt Flasch, der Latinist Hubert Cancik und der Frankfurter Althistoriker Hartmut Leppin vortrugen.
Er schrieb bis zu deren politischem Rechtsruck zahlreiche Artikel und Rezensionen für die NZZ, wie etwa den am 31. August 2019 publizierten viel beachteten Essay „Wovon man nicht reden kann, darüber muss man schweigen“. Schon seit 1986 ist er ständiger freier Mitarbeiter der FAZ, schreibt aber auch für die SZ und bisweilen für die ZEIT. In der WELT stellte er am 7. April 2023 seine Lieblingslektüren vor: neben Texten Max Webers und David Friedrich Strauß' Adornos "Minima moralia", Thomas Manns "Dr. Faustus", Dietrich Rösslers "Die Vernunft der Religion", Karl Marx' "Grundrisse der politischen Ökonomie" vor allem auch Thomas Bernhards "Meine Preise". Im Merkur. Zeitschrift für europäisches Denken veröffentlichte er in den Jahren 2014 bis 2017 zweimal jährlich eine Religionskolumne. Die Doppelfrage Friedrich Schleiermachers „Soll der Knoten der Geschichte so auseinander gehen? Das Christenthum mit der Barbarei, und die Wissenschaft mit dem Unglauben?“ aus dem Sendschreiben über die Glaubenslehre (1829), einem der berühmtesten Texte der theologischen Moderne, führt er als zentrale Fragestellung an. Der entschieden liberale Intellektuelle tritt für ein Verständnis des Christentums als „denkender Religion“ ein, die selbstbestimmte Reflexivität befördern soll.
Graf ist keineswegs nur in den Printmedien präsent. Die "Sternstunde Religion" des Schweizer Fernsehens widmete ihm im Jahr 2011 eine einstündige Sendung zum Thema "Religion als Event". Mehrfach nahm er in Wien an Talkshow-Sendungen des ÖRF teil. Im Oktober 2014 gab er im Bayerischen Rundfunk und bei ARD alpha eine Dreiviertelstunde lang Auskunft über seine Arbeit. Rüdiger Safranski und Peter Sloterdijk luden ihn am 28. November 2010 in das "Philosophische Quartett" des ZDF ein, und am 6. Dezember 2018 war er Gast bei Michel Friedman in dessen Sendung "Auf ein Wort". In der Reihe "NZZ Standpunkte" weigerte er sich am 17. Dezember 2017, die Flüchtlingspolitik von Bundeskanzlerin Angela Merkel zu kritisieren. Radio SRF 2 Kultur, dem Deutschlandfunk, der "Kulturzeit" des ZDF und dem Bayerischen Rundfunk gab er zu aktuellen religionspolitischen Fragen zahlreiche Interviews.

### Im "Arbeitskreis für moderne Sozialgeschichte"
Bei einer Tagung des "Arbeitskreises" hielt er am 6. April 2017 im Hamburger Institut für Sozialforschung einen Vortrag über "Ursprüngliche Akkumulation ganz anders: der sehr deutsche Diskurs über die Genese des Kapitalismus um 1900"; dieser Vortrag ist im Internet abrufbar.

### Zur Ökumene und Reformationsgeschichte
In einer Rezension der Reformationsgeschichte Thomas Kaufmanns sah er diesen die „Reformation als einen Prozess der theologischen Infragestellung, der publizistischen Bekämpfung und der gestaltenden Veränderungen des überkommenen Kirchentums“ beschreiben, an dessen Ende, gegen die Intention wichtiger Akteure, drei eigenständige Konfessionskulturen entstanden waren.
Die alle Dimensionen der Lebensführung und des Gemeinwesens durchdringende Macht der christlichen Religion vermochte demnach über einen im Kern religiösen, kirchlichen Prozess das politische Institutionengefüge gehörig zu verändern.
Graf polemisierte dabei gegen die „ökumenische Schnapsidee“, den Papst 2017 nach Wittenberg oder auf die Wartburg einzuladen. Dies hätte nur Kirchenfunktionären mit sehr überschaubarer reformationshistorischer Bildung einfallen können. Die Protestanten bräuchten und wollten demnach keinen Papst. Die „Freiheit eines Christenmenschen“ schließe klerikalen Autoritätskult aus.
Einem 2011 erfolgten spontanen mündlichen Votum Grafs für eine Konferenz der Frankfurter Allgemeinen Zeitung und der Alfred Herrhausen Gesellschaft zufolge werde die evangelische Kirche zunehmend von „jungen Frauen, meistens eher mit einem kleinbürgerlichen Sozialisationshintergrund, eher Muttitypen als wirklich Intellektuelle“ geprägt. Deren Form von Religiosität drohe oft „einen Kuschelgott mit schlechtem Geschmack“ zu verbinden. Seine Beschreibung der sich beschleunigenden – aber von ihm keineswegs abgelehnten, sondern als höchst wünschenswert beschriebenen – „Feminisierung“ des Berufs des evangelischen Pfarrers verknüpfte Graf mit einer religionsanalytischen These: Soziologisch gesehen drifteten die beiden großen Volkskirchen im Lande trotz aller forcierten Ökumenerhetorik zunehmend auseinander, jedenfalls solange, wie das Amt des geweihten (und zölibatär leben sollenden) Priesters auf Männer beschränkt bleibe.

### Debatte um Strukturreform in Bayern
Am 3. Mai 2003 wurde in der SZ ein Artikel von Graf veröffentlicht, in dem die Evangelisch-Lutherische Kirche in Bayern im Allgemeinen und ihr Ausbildungskonzept im Besonderen in Frage gestellt wurde. Der sehr polemisch gehaltene Artikel löste eine über Monate andauernde öffentliche Debatte aus.
Grafs pointierten Formulierungen nach liegt in der bayerischen „Gottesgelehrsamkeitsliga“ die Spielstärke vom Leistungsniveau der Profis des FC Bayern München bis hin zu Freizeitkickern fränkischer Dörfer. Ein Studium bei Professoren, die auf den vorderen Plätzen der akademischen Bundesliga spielten oder die Trophäen der wissenschaftlichen Champions League nach Hause brächten, sei intellektuell viel fordernder als eine Ausbildung bei Lehrenden, die die – so wörtlich – Klerikalliga Süd für die Geisteswelt überhaupt hielten. 64 % der bayerischen evangelischen Theologiestudenten legten ihre Zwischenprüfung in Neuendettelsau ab und hätten teilweise niemals eine Universität von innen gesehen. Die Landeskirche wandere „im finsteren Tale“, wenn sie die Fakultäten beschädige, aber gleichzeitig eine eigene „Hochschule“ mit nur dürftigem Lehrangebot subventioniere und mit staatlichen Mitteln unterstützen lasse. Eine evangelische Kirche, die in der Wissensgesellschaft die Entakademisierung ihrer zukünftigen Funktionselite betreibe, gebe ihre Corporate Identity preis und werde auf konkurrenzgeprägten erodierenden Religionsmärkten weitere Marktanteile verlieren. Auch Sinnunternehmen müssten Managementfehler vermeiden.
Graf forderte daher die Auflösung der Augustana-Hochschule Neuendettelsau zugunsten der Stärkung der Theologischen Fakultät der Universität Erlangen-Nürnberg, der alten bayerischen 'Landesfakultät'. Dass diese 2007 mit Zustimmung der bayerischen Landeskirche aufgehoben wurde und ihre Professorenstellen in die Philosophische Fakultät überführt wurden, sah er als eine Bestätigung seiner Sorgen über eine selbstgewählte, aber intellektuell verarmende Emigration der Evangelischen Theologie aus den staatlichen akademischen Institutionen und der gelehrten Welt.

### Dawkins und Hitchens
Graf setzte sich feuilletonistisch mit dem neuen Atheismus in Gestalt von Richard Dawkins und Christopher Hitchens auseinander.
Graf meint, Dawkins wiederhole wenig Originelles. Dass nicht Gott die Bibel schrieb, sondern die Heilige Schrift gegensätzliche Texte unterschiedlicher Autorenkollektive und frommer Individuen versammle, wisse man schon seit gut 300 Jahren. In der Kritik der alten metaphysischen Gottesbeweise bleibe Dawkins weit unter dem Reflexionsniveau David Humes oder Immanuel Kants, die er dank mangelnder Quellenkenntnis für knallharte Atheisten halte.
Dawkins mache bei der Religionskritik zuweilen mit seinen ärgsten Feinden, den Kreationisten, gemeinsame Sache. Gegen all jene Religionsanalytiker, die religiöse Symbolproduktion und wissenschaftliche Theoriebildung strikt unterscheiden und deshalb die Fehden zwischen Schöpfungsgläubigen und Neodarwinisten für sachlich gegenstandslos halten, wisse er sich mit den Kreationisten darin eins, dass Glaube und Wissen denselben Deutungsanspruch erhöben.
Hitchens fehlten die analytischen Mittel und das Verständnis, die elementare Ambivalenz aller religiösen Symbolsprachen und ihre hohe Interpretationsoffenheit zu erkennen. Er sei nicht in der Lage, Erklärungen dafür anzubieten, warum in Glaubensbildern Tendenzen der Selbstverabsolutierung durch Gleichschaltung mit Gott ebenso angelegt seien wie eine durchaus heilsame und demütige Selbstlimitierung möglich werde.

### Kritik an Margot Käßmann
Graf veröffentlichte im Februar 2011 nach dem Rücktritt von Margot Käßmann vom EKD-Ratsvorsitz und Landesbischofsamt einen kritischen Artikel über sie. Käßmann stamme aus „kleinbürgerlichen“ Verhältnissen und sei wegen ihrer Rhetorik und einer Fähigkeit zur Selbstinszenierung rasch in höchste Kirchenämter aufgestiegen. Ihre Aussagen zum Bundeswehreinsatz in Afghanistan von 2009 seien „Gesinnungspazifismus“. Sie habe ihre eigene politische Meinung durch ein häufiges „Ich“-Sagen implizit zur einzig gültigen christlichen Haltung erklärt. Damit habe sie einen neuen „Klerikalismus“ gefördert, der dem reformatorischen Priestertum aller Gläubigen widerstreite. Sie unterscheide kaum zwischen Religion und Moral und setze in der Verkündigung des Evangeliums vor allem auf moralische Kommunikation. Ihr Rücktritt sei konsequent gewesen, da sie die eigene „präreflexive Unmittelbarkeit“, die Übereinstimmung ihrer verkündeten Moral mit dem eigenen Ich, vorher öffentlich so deutlich in Szene gesetzt habe.

### Assistierter Suizid
Graf veröffentlichte im Mai 2015 im Merkur einen viel beachteten Essay, in dem er sich in die damals laufende Debatte um den assistierten Suizid einschaltete. Er argumentierte entgegen der traditionell kirchlichen Überzeugung zu Gunsten des ärztlich assistierten Suizids. Dieser sei eine legitime Ausübung der Freiheitsrechte des Individuums, die dem Menschen als Konsequenz des Geschenks freien Lebens durch Gott zustünden. Die Kirchen dürften sich deshalb nicht für eine Verschärfung der Gesetzgebung gegen den ärztlich assistierten Suizid einsetzen. Er lobte den Gesetzentwurf der Abgeordneten Peter Hintze (CDU), Carola Reimann (SPD), Karl Lauterbach (SPD) und anderer.

### Kritik der "Kirchenmitgliedschaftsstudie VI"
Auf Bitten der Redaktion hin publizierte Graf im Feuilleton der FAZ am Karsamstag 2025 eine kritische Deutung der sog. "Kirchenmitgliedschaftsstudie VI", in der er deren soziologischen Interpreten vorwarf, widerstrebende religiöse Phänomene nur unzureichend wahrzunehmen. Kein Geringerer als der für das Feuilleton der FAZ zuständige Herausgeber Jürgen Kaube veröffentlichte elf Tage später eine ausführliche kritische Antwort.

## Ehrungen
- 2010: Dr. theol. h. c., Universität Aarhus.
- 2012: Verdienstkreuz am Bande der Bundesrepublik Deutschland
- 2015: Ehrenpräsident der Ernst Troeltsch Gesellschaft

## Schüler
Zu den bedeutenden Schülern von Friedrich Wilhelm Graf gehören Alf Christophersen, Stefan Pautler, Astrid Reuter und Friedemann Voigt.

## Veröffentlichungen (Auswahl)
Monographien und Sammelbände
- Die Politisierung des religiösen Bewußtseins. Die bürgerlichen Religionsparteien im deutschen Vormärz. Das Beispiel des Deutschkatholizismus (= Neuzeit im Aufbau. Darstellung und Dokumentation. Band 5). Stuttgart/Bad Cannstatt 1978.
- Kritik und Pseudo-Spekulation. David Friedrich Strauß als Dogmatiker im Kontext der positionellen Theologie seiner Zeit (= Münchner Monographien zur historischen und systematischen Theologie. Band 7). München 1982.
- mit Sieglinde Graf: Martin Luther. Ein Versuch, ihn aus seiner Zeit zu verstehen (= Informationspapier der Zentralen Arbeits- und Studienstelle der Deutschen Evangelischen Arbeitsgemeinschaft für Erwachsenenbildung. Band 46). Karlsruhe 1982; 3. Auflage ebenda 1993.
- Theonomie. Fallstudien zum Integrationsanspruch neuzeitlicher Theologie. Gütersloh 1987.
- toreruchi to doitsu-bunka-purotesutantizumu [deutsch: Troeltsch und der deutsche Kulturprotestantismus; Troeltsch-Vorlesungen in Tokio 2000], übersetzt und hrsg. von Tomoaki Fukai und Toshimasa Yasukata. Tokio 2001.
- Die Wiederkehr der Götter. Religion in der modernen Kultur. München 2004; Neuausgabe 2007.
- Medikament und Gesundheit – „Stuttgarter Erklärung“. Eschborn 2004.
- Moses Vermächtnis. Über göttliche und menschliche Gesetze. München 2006.
- Der Protestantismus. Geschichte und Gegenwart. München 2006; 3. Auflage 2017.
- Harnack to Troeltsch [deutsch: Troeltsch und Harnack; Troeltsch-Vorlesungen in Tokio 2005], übersetzt und hrsg. von Masaomi Kondo und Tomoaki Fukai. Tokio 2007.
- Missbrauchte Götter. Zum Menschenbilderstreit in der Moderne. München 2009.
- Kirchendämmerung. Wie die Kirchen unser Vertrauen verspielen. München 2011; 3. Auflage ebenda 2013.
- Der heilige Zeitgeist. Studien zur Ideengeschichte der protestantischen Theologie in der Weimarer Republik. Tübingen 2011.
- Götter Global. Wie die Welt zum Supermarkt der Religionen wird. München 2014.
- Fachmenschenfreundschaft. Studien zu Troeltsch und Weber. Berlin/Boston 2014.
- mit Edith Hanke: Bürgerwelt und Sinnenwelt. Max Webers München. München 2020.
- Helmut Thielicke und die Zeitschrift für Evangelische Ethik. Tübingen 2021.
- Ernst Troeltsch. Theologe im Welthorizont. München 2022.[32]
- Sinn für Institutionen. Ernst Troeltsch und die Rechtswissenschaft (= Würzburger Vorträge zur Rechtsphilosophie, Rechtstheorie und Rechtssoziologie. Heft 59). Baden-Baden 2025.

Alleinherausgeberschaften
- Mitteilungen der Ernst-Troeltsch-Gesellschaft, hrsg. im Auftrag der Ernst-Troeltsch-Gesellschaft e. V., Bände 5–13, Augsburg 1990–2000, Bände 14–22, München 2001–2011.
- Profile des neuzeitlichen Protestantismus. Band 1: Aufklärung, Idealismus, Vormärz. Gütersloh 1990.
- Profile des neuzeitlichen Protestantismus. Band 2: Das Kaiserreich. Teil 1, Gütersloh 1992.
- Profile des neuzeitlichen Protestantismus. Band 2: Das Kaiserreich. Teil 2, Gütersloh 1993.
- Liberale Theologie. Eine Ortsbestimmung (= Troeltsch-Studien. Band 7). Gütersloh 1993.
- Martin Dibelius. Selbstbesinnung des Deutschen. Tübingen 1997.
- Ernst Troeltschs „Historismus“ (= Troeltsch-Studien. Band 11). Gütersloh 2000, 2. Auflage 2003.
- Klassiker der Theologie. Band 1: Von Tertullian bis Calvin. München 2005.
- Klassiker der Theologie. Band 2: Von Richard Simon bis Karl Rahner. München 2005.
- „Geschichte durch Geschichte überwinden“ – Ernst Troeltsch in Berlin (= Troeltsch-Studien. Neue Folge, Band 1). Gütersloh 2006.
- unter Mitarbeit von Elisabeth Müller-Luckner: Intellektuellen-Götter. Das religiöse Laboratorium der klassischen Moderne (= Schriften des Historischen Kollegs. Kolloquien. Band 66). München 2009 (Digitalisat).
- Über Glück und Unglück des Alters. München 2010.
- Wendepunkte. Studien zur Wissenschaftsgeschichte der Bayerischen Akademie der Wissenschaften (= Beiträge zur Bayerischen Akademie der Wissenschaften. Band 2). Regensburg 2013.

Mitherausgeberschaften
- mit Horst Renz: Troeltsch-Studien. Untersuchungen zur Biographie und Werkgeschichte. Mit den unveröffentlichten Promotionsthesen der „Kleinen Göttinger Fakultät“ 1888–1893. Gütersloh 1982; 2. Auflage, ebenda 1985.
- mit Falk Wagner: Die Flucht in den Begriff. Materialien zu Hegels Religionsphilosophie (= Deutscher Idealismus. Philosophie und Wirkungsgeschichte in Quellen und Studien. Band 6). Stuttgart 1982.
- mit Hartmut Ruddies: Ernst-Troeltsch-Bibliographie. Tübingen 1982.
- mit Horst Renz: Troeltsch-Studien, Bände 1–12, Gütersloh 1982–2004.
- mit Horst Renz: Protestantismus und Neuzeit (= Troeltsch-Studien. Band 3). Gütersloh 1984.
- mit Horst Renz: Umstrittene Moderne. Die Zukunft der Neuzeit im Urteil der Epoche Ernst Troeltschs (= Troeltsch-Studien. Band 4). Gütersloh 1987.
- mit Rüdiger vom Bruch und Gangolf Hübinger: Kultur und Kulturwissenschaften um 1900. Krise der Moderne und Glaube an die Wissenschaft. Stuttgart 1989.
- mit Klaus Tanner: Protestantische Identität heute. Gütersloh 1992.
- mit Trutz Rendtorff: Ernst Troeltschs Soziallehren. Studien zu ihrer Interpretation (= Troeltsch-Studien. Band 6). Gütersloh 1993.
- mit Hans Martin Müller: Der deutsche Protestantismus um 1900 (= Veröffentlichungen der Wissenschaftlichen Gesellschaft für Theologie. Band 9). Gütersloh 1996.
- mit Gangolf Hübinger: Religiöse Kulturen der Moderne, Bände 1–13, Gütersloh 1996–2006.
- mit Gangolf Hübinger: Ernst Troeltsch. Kritische Gesamtausgabe, hrsg. im Auftrag der Heidelberger Akademie der Wissenschaften, Berlin/New York 1998 ff.; seit 2004 ff. hrsg. im Auftrag der Kommission für Theologiegeschichtsforschung der Bayerischen Akademie der Wissenschaften.
- mit Andreas Platthaus und Stephan Schleissing: Soziales Kapital in der Bürgergesellschaft. Stuttgart/Berlin/Köln 1999.
- mit Wolfgang Schieder, später Lutz Raphael: Industrielle Welt (= Schriftenreihe des Arbeitskreises für moderne Sozialgeschichte), Bände 60–73, Köln/Weimar 2000–2008.
- mit Dietrich Korsch: Jenseits der Einheit. Protestantische Ansichten der Ökumene. Hannover 2001.
- mit Tomoaki Fukai: Heidelberg ni okeru angrosakuson kenkyu no Dentou. Tokio 2001.
- mit Heinrich Meier: Der Tod im Leben. Ein Symposion. München/Zürich 2004; 3. Auflage 2009.
- mit Wolfgang Schluchter: Asketischer Protestantismus und der „Geist“ des modernen Kapitalismus. Tübingen 2005.
- mit Reiner Anselm, Jörg Dierken und Georg Pfleiderer: Troeltsch-Studien. Neue Folge, Gütersloh 2006 ff.
- mit Johannes Müller, Michael Reder und Tobias Karcher: Religionen und Globalisierung (= Globale Solidarität – Schritte zu einer neuen Weltkultur. Band 16). Stuttgart 2007, ISBN 978-3-17-019878-4.
- mit Klaus Große Kracht: Religion und Gesellschaft. Europa im 20. Jahrhundert (= Industrielle Welt. Schriftenreihe des Arbeitskreises für moderne Sozialgeschichte. Band 73). Köln/Weimar/Wien 2007.
- mit Klaus Wiegandt: Die Anfänge des Christentums. 1. und 2. Auflage. Frankfurt a. M. 2009.
- mit Friedemann Voigt: Religion(en) deuten. Transformationen der Religionsforschung (= Troeltsch-Sudien. Neue Folge, Band 2). Berlin/New York 2010.
- mit Horst Dreier und Joachim Jens Hesse: Staatswissenschaft und Staatspraxis. Baden-Baden 2011.
- mit Ulrich Barth, Christian Danz und Wilhelm Gräb: Aufgeklärte Religion und ihre Probleme. Schleiermacher – Troeltsch – Tillich (= Theologische Bibliothek Töpelmann. Band 165). Berlin/Boston 2013.
- mit Heinrich Meier: Politik und Religion. Zur Diagnose der Gegenwart. München 2013, 2. Auflage 2017.
- mit Edith Hanke und Barbara Picht: Geschichte Intellektuell. Theoriegeschichtliche Perspektiven. Tübingen 2015.
- mit Heinrich Meier: Die Zukunft der Demokratie. Kritik und Plädoyer. München 2018.

Herausgeberschaften von Zeitschriften
- New Athenaeum. A Scholarly Journal Specializing in Schleiermacher Research and Nineteenth Century Studies / Neues Athenaeum. Zeitschrift für Schleiermacher-Forschung und für Studien zum 19. Jahrhundert, Bände 1 (1989)–3 (1993) [Mitglied des Editorial Board].
- mit Ted Vial und Mark Chapman: Journal for the History of Modern Theology / Zeitschrift für Neuere Theologiegeschichte, Bände 1–31, Berlin/New York 1994–2024.
- mit Joachim Jens Hesse: Zeitschrift für Staats- und Europawissenschaften / Journal für Comparative Gouvernment and European Policy, Berlin 2006 ff.

(Mit-)Herausgeberschaften im Rahmen der Kritischen Gesamtausgabe der Werke Ernst Troeltschs
- Ernst Troeltsch: Rezensionen und Kritiken (1901–1914) (= Ernst Troeltsch. Kritische Gesamtausgabe. Band 4), hrsg. in Zusammenarbeit mit Gabriele von Bassermann-Jordan, Berlin/New York 2004.
- Ernst Troeltsch: Rezensionen und Kritiken (1894–1900) (= Ernst Troeltsch. Kritische Gesamtausgabe. Band 2), hrsg. in Zusammenarbeit mit Dina Brandt, Berlin/New York 2007.
- Ernst Troeltsch: Der Historismus und seine Probleme (1922) (= Ernst Troeltsch. Kritische Gesamtausgabe. Band 16.1 und 16.2), hrsg. in Zusammenarbeit mit Matthias Schloßberger, Berlin/New York 2008.
- Ernst Troeltsch: Rezensionen und Kritiken (1915–1923) (= Ernst Troeltsch. Kritische Gesamtausgabe. Band 13), hrsg. in Zusammenarbeit mit Diana Feßl, Harald Haury und Alexander Seelos, Berlin/New York 2010.
- Ernst Troeltsch: Briefe I (1884–1894) (= Ernst Troeltsch. Kritische Gesamtausgabe. Band 18), hrsg. in Zusammenarbeit mit Volker Bendig, Harald Haury und Alexander Seelos, Berlin/Boston 2013.
- Ernst Troeltsch: Briefe II (1894–1904) (= Ernst Troeltsch. Kritische Gesamtausgabe. Band 19), hrsg. in Zusammenarbeit mit Harald Haury, Berlin/Boston 2015.
- Ernst Troeltsch: Briefe III (1905–1915) (= Ernst Troeltsch. Kritische Gesamtausgabe. Band 20), hrsg. in Zusammenarbeit mit Harald Haury, Berlin/Boston 2016.
- Ernst Troeltsch: Briefe IV (1915–1918) (= Ernst Troeltsch. Kritische Gesamtausgabe. Band 21), hrsg. in Zusammenarbeit mit Harald Haury, Berlin/Boston 2018.
- Ernst Troeltsch: Briefe V (1918–1923) (= Ernst Troeltsch. Kritische Gesamtausgabe. Band 22), hrsg. in Zusammenarbeit mit Harald Haury, Berlin/Boston 2020.
- Ernst Troeltsch: Die Soziallehren der christlichen Kirchen und Gruppen (1912) (= Ernst Troeltsch. Kritische Gesamtausgabe. Band 9.1, 9.2 und 9.3), hrsg. in Zusammenarbeit mit Daphne Bielefeld, Eva Hanke, Johannes Heider, Fotios Komotoglou und Hannelore Loidl-Emberger, Berlin/Boston 2021.
- Ernst Troeltsch: Nachgelassene frühe Texte (= Ernst Troeltsch. Kritische Gesamtausgabe. Band 24), Berlin/Boston 2022.
- Ernst Troeltsch: Vorlesungen zur Glaubenslehre (= Ernst Troeltsch. Kritische Gesamtausgabe. Band 26), Berlin/Boston 2023.
- Ernst Troeltsch: Beiträge zu Enzyklopädien und Lexika (1897-1914) (= Ernst Troeltsch. Kritische Gesamtausgabe. Band 3), hrsg. in Zusammenarbeit mit Johannes Heider, Fotios Komotoglou und Hannelore Loidl-Emberger, Berlin/Boston, 2025.

Sekundärliteratur
- Georg Pfleiderer: Die Wächter bewachen. Theologische Gegenwartsdiagnose bei Friedrich Wilhelm Graf. In: Verkündigung und Forschung. Band 61, 2016, S. 152–160.
- Ulrich Engelhardt: Ein Labor der Sozialgeschichte. Die Entwicklung des Arbeitskreises für moderne Sozialgeschichte seit 1956 (= Industrielle Welt. Schriftenreihe des Arbeitskreises für moderne Sozialgeschichte. Band 100). Wien/Köln/Weimar 2020.